# مالبرغ
مالبرغ (بالألمانية: Mahlberg) هي مدينة وبلدة ألمانية تقع في ألمانيا في Ortenaukreis. يقدر عدد سكانها بـ 4,510 نسمة .